# Joseph L. Goldstein
Joseph Leonard Goldstein (Sumter, Dél-Karolina, 1940. április 18. –) amerikai biokémikus. 1985-ben Michael S. Brownnal közösen elnyerte az orvostudományi Nobel-díjat a koleszterinanyagcsere szabályozásának felderítéséért.

## Tanulmányai
Joseph L. Goldstein 1940. április 18-án született a dél-karolinai Sumterben, Isadore E. Goldstein ruhakereskedő és felesége, Fannie Albert egyetlen gyermekeként. Az elemi és középiskolát Kingstree-ben végezte, ahol a családi üzlet volt, majd a virginiai Washington & Lee University-n folytatta tanulmányait; fő tárgya a kémia volt. 1962-ben BSc oklevelet kapott és a University of Texas Southwestern Medical School diákjaként orvosnak tanult. Donald Seldin, a belgyógyászati tanszék vezetője felajánlott neki egy egyetemi állást, ha orvosgenetikára specializálódik. 1966-ban megszerezte orvosdoktori fokozatát, majd két évig a bostoni Massachusetts General Hospital-ban volt rezidens. Itt megismerkedett a szintén rezidentúráját végző Michael S. Brownnal, akivel barátságot kötött és későbbi kutatómunkájuk döntő részét együtt végezték. 

## A vér koleszterinszintjének genetikai szabályozása
Goldstein és Brown 1968-ban a National Institutes of Health-nél (NIH) kezdték kutatói tevékenységüket. Goldstein a biokémiai és genetikai laboratóriumban Marshall Nirenberg (aki éppen abban az évben kapott Nobel-díjat) alatt dolgozott és a öröklődő magas koleszterinszint (familiáris hiperkoleszterolémia) genetikai hátterét tanulmányozta. Ez a genetikai betegség minden ötszáz ember közül egyben fordul elő, 4-8-szoros koleszterinszinttel, érelmeszesedéssel és magas szívinfarktus-kockázattal jár. Azok, akik homozigóták a hibás génre, szinte minden esetben szívrohamban haltak meg még harmincéves koruk előtt.
1970-ben kétéves ösztöndíjjal a seattle-i Washingtoni Egyetemre érkezett, ahol a magas vérzsírszinttel járó betegségek genetikai hátterével foglalkozott. 1972-ben visszatért Dallasba, ahol megkapta az újonnan létrehozott orvosgenetikai részleg vezetését. Brown ekkor már egy éve szintén a Texasi Egyetemen dolgozott és közösen nekifogtak a magas koleszterinszintű betegek genetikai vizsgálatának. A páciensekből nyert fibroblasztok koleszterinfelvételének tanulmányozásával 1973-ban felfedezték az LDL-receptorokat (LDL – low density lipoprotein, ezekhez kötődik a vérben a koleszterin). Kimutatták, hogy egészséges sejtek mintegy 250 ezer ilyen receptort hordoznak a felszínükön, míg a hiperkoleszterolémiás betegeknél csak a 40-50%-át. Felfedezésük révén a 70-es években lehetővé vált olyan gyógyszerek kifejlesztése, amellyel hatékonyan lehetett csökkenteni a vér koleszterinszintjét.
Goldsteint 1976-ban professzorrá nevezték ki.
Goldstein és Brown 1993-ban felfedezte a szterolanyagcserét szabályozó transzkripciós faktorokat (sterol regulatory element-binding proteins, SREBPs). 

## Elismerései
Joseph L. Goldstein és Michael S. Brown 1985-ben orvostudományi Nobel-díjban részesült "a koleszterinanyagcsere szabályozásának felderítéséért". Ezenkívül megkapta az Amerikai Kémiai Társaság Pfizer-díját (1976), a Johns Hopkins Egyetem Passano-díját (1978), az Amerikai Tudományos Akadémia Richard Lounsbery-díját (1979), a Gairdner Alapítvány Nemzetközi Díját (1981), a Columbia Egyetem Louisa Gross Horwitz-díját (1984), az orvostudományi alapkutatásért adott Albert Lasker-díjat (1985), a Nemzeti Tudományos Érmet (1988), a Harvard Egyetem Warren Alpert Alapítványi Díját (1999) és a közösség szolgálatáért adott Woodrow Wilson-díjat (2005). Díszdoktori címet kapott a Chicagói Egyetemtől és a Rensselaer Polytechnic Institute-tól.
Joseph Goldstein nem házasodott meg, egyik kedvenc szórakozása a klasszikus zene hallgatása.